# Teatro di Villa Patrizi
Il Teatro di Villa Patrizi è una struttura storica di Napoli che si erge a ridosso del quartiere Chiaia, in via Manzoni n. 41. Si tratta dell'ultimo esempio integro di teatro "di palazzo" settecentesco dell'Italia meridionale.

## Storia e descrizione
La struttura, inglobata nell'antica villa, è un pregevole esempio di teatro del XVIII secolo. Gli ambienti della villa, decorati ed eleganti, sono sovrastati da un terrazzo che si affaccia sul vasto giardino protendente verso il panorama del golfo. Tutti questi elementi donano, all'intera struttura, un aspetto alquanto affascinante e singolare; dalle istituzioni è stata dichiarata un bene di importante pregio artistico-architettonico.
Tuttavia, il locale più prezioso dell'intero fabbricato, alla cui realizzazione è intervenuto Ferdinando Sanfelice, rimane appunto il teatro in oggetto.
Le sue origini sono riconducibili a quando la zona fu presa d'assalto dalle costruzioni di ville borboniche: in questo periodo, infatti, prendevano forma Villa Floridiana e tante altre, tutte o quasi abbellite da orti, giardini, fontane, ecc. Tra queste, c'era anche Villa Patrizi circondata da un vasto parco, molto più grande di quanto non sia oggi. Nel 1775, anno di pubblicazione della mappa di Giovanni Carafa duca di Noja, la struttura della villa appare già delineata.
La villa era di proprietà di Francesco Palomba di Pascarola che in seguito la cedette al marchese Pietro Patrizi.
Quest'ultimo, arricchì la struttura ingrandendo anche il teatrino di palazzo, poiché doveva ospitare varie personalità di spicco: come ad esempio musicisti emergenti e non. Esso occupa uno spazio di circa 100 metri quadrati ed è alto circa dieci.
Il teatro ospitò importanti figure politiche: come l'Imperatore Giuseppe II e re Luigi di Baviera che ne apprezzarono il gusto e il decoro. Tuttavia, la struttura in oggetto ha fatto i conti anche un periodo di decadenza, in cui varie opere d'arte furono messe a rischio; nella seconda guerra mondiale, infatti, un gruppo di alleati, che requisirono l'edificio, si curarono molto poco dell'antica struttura e misero a repentaglio alcuni suoi affreschi.
Tramite l'adiacente terrazzo, il teatro affaccia sul vasto giardino e gode del panorama del golfo di Napoli, del quale si riesce a scorgere anche il Castel dell'Ovo. La sua decorazione interna fu affidata, a partire dal 1771, a Giuseppe Funaro, detto il Mancino, a Giuseppe Baldi ed a Fedele Fischetti. Su un piccolo coro di legno dorato si vede un affresco della scuola del Longhi.
Nel luglio del 1998 il teatro è stato gravemente danneggiato da un incendio e da allora abbandonato sino al giugno del 2011, quando al fine di evitare la rovina di questo teatro unico nel suo genere, nella sua bellezza e nella sua storia e dei suoi affreschi, si è proceduto immediatamente al restauro della sala decorata del teatro, terminato nel dicembre 2014 sotto la sorveglianza della Soprintendenza.